# Hugo de Groot (componist)
Antonius Wilhelmus Maria (Hugo) de Groot ('s-Hertogenbosch, 8 september 1897 - Hilversum, 6 november 1986) was een Nederlands componist, dirigent en violist.

## Levensloop
Hij was zoon van kleermaker Josephus Jacobus Antonius de Groot en Maria Hubertina Francisca Nagels. Op de muziekschool van 's-Hertogenbosch leerde hij al als kind trompet en viool en speelde al op jonge leeftijd mee in het Stedelijk Orkest. Nadat hij als violist stomme films had begeleid en hiermee wat geld had verdiend, studeerde hij aan het Conservatorium in Den Haag. Al op 18-jarige leeftijd had hij een diploma als viool-leraar. Toen hij 20 was, werd hij, na auditie te hebben gedaan, lid van het Concertgebouworkest in Amsterdam. Hier heeft hij 3 jaar gewerkt onder de leiding van dirigent Willem Mengelberg. Om meer geld te verdienen, waagde hij de sprong om dirigent te worden van het bioscooporkest (Cinema Royale) in Amsterdam. Toen de geluidsfilm kwam, was een bioscooporkest echter niet meer nodig.
Hij had toen het geluk dat de VARA een dirigent zocht voor een nieuw omroeporkest. Van 1929 tot 1940 was hij dirigent van het VARA-omroeporkest. Hij componeerde toen ook de herkenningsmelodie Hallo hier Hilversum, hier is de VARA. Zo werd hij bekend en was hij gastdirigent bij symfonieorkesten in binnen- en buitenland. Tijdens de Duitse bezetting in de Tweede Wereldoorlog werd hij ontslagen uit zijn functie omdat hij niet bereid was onder de Duitsers te werken. Na de oorlog werd hij directeur van de afdeling muziek van Radio Nederland Wereldomroep. 
Vanaf december 1947 leidde hij ruim vijf jaar lang het strijkorkest Musicorda, waarvoor hij ook de, tijdens optredens de steevast tweemaal gespeelde, herkenningsmelodie componeerde. Het orkest speelde voornamelijk arrangementen van licht-klassieke werken door zijn leider en Henk Knol, maar componisten als Willem Strietman en Rudolf Karsemeijer schreven stukken speciaal voor het ensemble. 
Voorts was hij directeur van een muziekuitgeverij en gastdirigent van diverse symfonieorkesten. Daarna stapte hij over naar de AVRO en later naar de overkoepelende organisatie van de Nederlandse omroepverenigingen, de Nederlandse Radio Unie en was enige tijd dirigent van het Promenade Orkest, dat veelal voor de omroepen werkte. In 1962 kreeg hij de Gouden Harp toebedeeld van Stichting Conamus vanwege zijn werk in de lichte muziek.
Hugo de Groot was de vader van componiste Else van Epen-de Groot.

## Werken (selectie)
Zijn oeuvre bevat meer dan 1000 composities in alle mogelijke genres. Hij werd ook bekend door zijn bewerkingen van het bekende kinderliedje In Holland staat een huis voor blaaskwintet.

### Werken voor harmonie- en fanfareorkest
- 1940 Mars voor de Prinsesjes
- 1940 Hollandse Rhapsodie
  1. O Nederland let op Uw saek
  2. Een Scheepje
  3. Wilt heden nu treden
  4. Al is ons prins(es)je nog zo klein
- 1955 Tyrolienne voor 2 klarinetten en harmonieorkest
- 1960 American Swingmarch
- 1960 Preludio Ritmico Ouverture
- 1962 Koopvaardijmars
- 1963 Gouden Vleugels
- 1964 Wacht op de Trans, voor trompet-solo en harmonieorkest
- 1970 Images Pittoresques, suite
- 1972 Petit Ballet
  1. Polonaise
  2. Pas de deux
  3. Valse
  4. finale rythmique
- 1973 Circus Suite
  1. Eléphants - Marcia Maestoso
  2. Clowns - Allegretto Comico
  3. Trapèze - Tempo di Valse
  4. Pony's - Tempo di Galop
- 1974 Impulsen
- 1975 Thematicos Ouverture
- 1976 Italia Suite
  1. Tuscan Folk-song
  2. Venetian Barcarole
  3. Neapolitan Tarantella
- 1977 Paraphrase on an Irish Song, voor eufonium-solo en harmonieorkest
- 1978 Dutch Cavalcade
  1. Reiterfeest
  2. Boerensjees
  3. Hobbelpaardje
- Taptoe Holland Marsch
- Hoor, daar klinkt Trompetgeschal, intochtmars voor Sint Nikolaas

### Orkest
- 1952 Tango de La Plata
- 1954 The chicken waltz
- 1959 American swing march
- 1963 IJswals uit West-Friesland

### Kamermuziek
- 1944 Variatie-Suite op een Hollandsch volksliedje voor Blaaskwintet ('In Holland staat een huis')
- 1951 Tijdsein voor de Nederlandse Televisie Stichting
- 1969 Holidaytrip, tiendelige suite voor viool en piano